# ثور برونزي

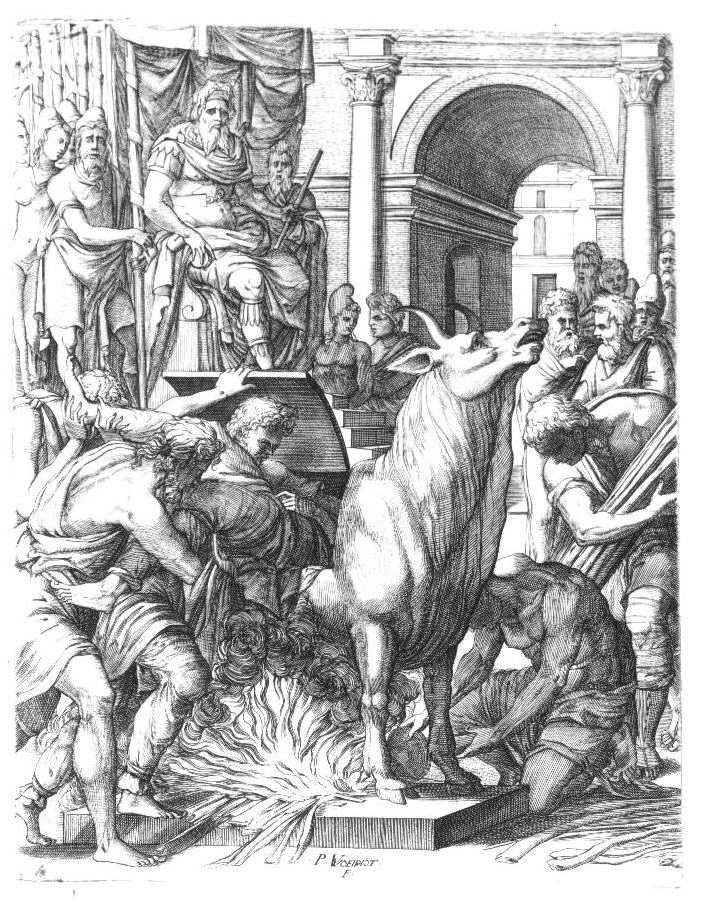
بدء إحراق بريلوس في الثور البرونزي وهو الذي اخترعه

ثور برونزي (بالإنجليزية: brazen bull, bronze bull, Sicilian bull)‏ هو جهاز تعذيب وإعدام صمم في اليونان القديمة. اخترعه بريلوس في أثينا وقدمه إلى فلاريس طاغية أغريجنتو في صقلية، كوسيلة جديدة لمعاقبة المجرمين. صنع الثور بالكامل من البرونز، مجوف وله مدخل من جهة واحدة. يتم إدخال المحكوم عليه في جوف الثور ويقفل عليه وتشعل النار تحت الثور حتى يسخن المعدن ويحترق الشخص الذي بداخله حتى الموت.

## الأسطورة
جاء في أحد أبيات قصيدة فن الهوى أو فن الحب للشاعر الروماني أوفيد
| ثور برونزي | وقضى فلاريس بأن يحشر بيريلوس في جوف الثور، ليكتوى بما صنعت يداه، فكان صانع الشؤم أول من اختبر صنيع يديه، بوزيريس وفالاريس، كلاهما عادل، فليس أكثر عدالة من قانون يقضي بموت من أملت عبقريته عليه صنع الموت. | ثور برونزي |

تقول الحكاية أن النحات بيرلوس أقترح على الحاكم فلاريس أن يصنع له ألة تعذيب مريعة على شكل ثور نحاسي ليحرق داخلها المدانين، وأعداءه، فأعجب فلاريس بذلك وأمره بأن ينفذ ذلك، ولما فرغ بيرلوس منها وعرضها على الحاكم لم يجد فلاريس ألا بيريلوس النحات الذي صنع تلك الألة ليجربها، فأمر به ووضع داخلها ولكن أخرج بيرلوس من داخل الثور قبل أن يموت، ثم قتل بعد ذلك.

## التاريخ
ظهرت هذه الألة في عهد الحاكم الصقلي فلاريس الذي حكم في القرن السادس قبل الميلاد، ثم انتقلت ألى الدولة الرومانية ومع مرور الوقت تم تطويرها لتصبح أكثر تعقيدا وأصبحت تحوي أنابيب يسمع صراخ المُعذب تخرج كأنها خوار ثور هائج كما طورت الألة كذلك بشكل يخرج منها أدخنة احتراق المُعذب على شكل سحب دخان من أنف الثور البرونزي.
أستخدمت هذه الألة كذلك بشكل أقل فيما بعد في العصور الوسطى في أوروبا الوسطى وذكر بعض المؤرخين أنها أستخدمت في تعذيب الموريسكيون أثناء فترة محاكم التفتيش في أسبانيا.

## في الميديا
ظهرت ألة التعذيب هذه في فيلم المخلدون الذي عرض سنة 2011 كما ظهرت كذلك في فلم ذات الرداء الأحمر الذي عرض كذلك في 2011 وكانت في هذا الفيلم على شكل فيل وفيلم المنشار الجزء السابع الذي عرض في 2010.

## وصلات خارجية
- Phalaris
- قصيدة فن الهوى من موقع ألف توداي
- مقطع فيديو عن تاريخ الثور البرونزي على يوتيوب